# Escudo de armas del estado Aragua
El Escudo de armas del estado Aragua se divide en tres partes: La primera parte es la figura de una mujer con alas que lleva una corona de laurel en su mano derecha y una palma en su mano izquierda, que simboliza la victoria. En el segundo, se encuentra la imagen del Samán, árbol de significación histórica, símbolo de la fertilidad del suelo del estado Aragua. En la tercera parte se representa la casa histórica de la hacienda de caña de azúcar, perteneciente a la familia del Libertador Simón Bolívar, estallando en llamas como hizo en 1814 durante la Batalla de San Mateo, cuando el General independentista Antonio Ricaurte se sacrificó al incendiar el parque de municiones concentrado en esa casa para así evitar que cayese en poder de las tropas realistas. En la parte superior se advierte un sol naciente con la palabra aragua en letras mayúsculas.
A ambos lados del escudo, se encuentran una rama de café y otra de caña de azúcar, las cuales son entrelazadas por una banda de color amarillo. A la izquierda y derecha de la banda están las inscripciones FEBRERO DE 1814 y MARZO DE 1814 las cuales recuerdan las batallas de La Victoria (12 de febrero de 1814) y San Mateo (25 de marzo de 1814).